# Culex rausseoi
Culex rausseoi är en tvåvingeart som beskrevs av Cova Garcia och Sutil 1972. Culex rausseoi ingår i släktet Culex och familjen stickmyggor.
Artens utbredningsområde är Venezuela. Inga underarter finns listade i Catalogue of Life.